# Strumigenys arizonica
Strumigenys arizonica (лат.) — вид мелких земляных муравьёв рода Strumigenys из подсемейства Myrmicinae. Живут в муравейниках грибководов Trachymyrmex arizonensis.

## Распространение
США, штат Аризона.

## Описание
Мелкие скрытные муравьи (длина около 2 мм) с сердцевидной головой, расширенной кзади. Проподеум с короткими зубцами. Петиоль с длинной стебельчатой частью. Длина головы HL 0,58—0,64 мм, ширина головы HW 0,38—0,40 мм, мандибулярный индекс MI 79—83. Усики 6-члениковые. Апикальные части первого тергита и стернита брюшка гладкие и блестящие. Жвалы в закрытом положении без базальной диастемы на жевательном крае. 
Включён в видовую группу S. rostrata-group (триба Dacetini).
Основная окраска коричневая. Мандибулы короткие, треугольные, узкие (с несколькими зубцами). Глаза расположены внутри усиковых желобков-бороздок, вентро-латеральные. Нижнечелюстные щупики 1-члениковые, нижнегубные щупики состоят из 1 сегмента (формула 1,1). Стебелёк между грудкой и брюшком состоит из двух члеников: петиолюса и постпетиолюса (последний четко отделен от брюшка), жало развито, куколки голые (без кокона). Специализированные охотники на коллембол. Вид был впервые описан в 1988 году американским мирмекологом Филиппом Уардом (Philip S. Ward, Department of Entomology and Nematology, Калифорнийский университет в Дейвисе, Сан-Франциско, Калифорния, США) под первоначальным названием Smithistruma arizonica Ward, 1988.
Вид Strumigenys arizonica предположительно комменсал или симбионт, так как обнаружен только в гнездах грибководов Trachymyrmex arizonensis в Мадера-Каньоне в горах Санта-Рита на юго-западе США, они ловят коллембол в туннелях муравейника своего хозяина.